# Giorgia Whigham
Giorgia Whigham (New York, 19 augustus 1999) is een Amerikaans actrice. Ze is onder andere bekend door haar rollen van Kat in de serie 13 Reasons Why, Amy Bendix in The Punisher, Beth in het derde seizoen van de televisieserie Scream en Blaire Bennett in de televisieserie Ted.

## Biografie
Giorgia Whigham is de dochter van Christine Whigham en Shea Whigham. Whigham speelde haar eerste filmrol in 2016 in de korte film Pinky naast Ellery Sprayberry. Vervolgens had Whigham rollen in televisieseries Shameless, Son of Zorn, 13 Reasons Why en The Orville. Op 13 september 2017 werd aangekondigd dat Whigham een hoofdrol had bemachtigd in het derde seizoen van de VH1 slasher-serie Scream. Whigham speelde de rol van Beth. Dit seizoen van de serie met Whigham kwam uit op 8 juli 2019.  Op februari 2018 kreeg Whigham tevens een hoofdrol in het tweede seizoen van The Punisher. In 2019 had Whigham een rol in de film Saving Zoë, gebaseerd op de gelijknamige novel van Alyson Noël. In 2017 en 2022 speelde Whigham in de televisieserie The Orville de rol van Lysella. In 2022 speelde ze in de Peacock-prequelserie Ted waarin ze de rol van Blaire Bennett speelt.

## Filmografie

### Films
| Jaar | Titel                     | Rol      | Opmerkingen |
| ---- | ------------------------- | -------- | ----------- |
| 2016 | Pinky                     | Nadia    | Korte film  |
| 2018 | Sierra Burgess Is a Loser | Chrissy  |             |
| 2019 | N.I.                      | Samantha |             |
| 2019 | Saving Zoë                | Carly    |             |
| 2020 | What We Found             | Cassie   |             |
| 2021 | Dashcam                   | Mara     |             |
| 2023 | A Little White Lie        | Charlie  |             |

### Televisie
| Jaar       | Titel                       | Rol                           | Extra             |
| ---------- | --------------------------- | ----------------------------- | ----------------- |
| 2016       | Shameless                   | Toria                         | 1 afl.            |
| 2016-2017  | Son of Zorn                 | Shannon                       | 3 afl.            |
| 2017       | The Legend of Master Legend | Ashleigh                      | Televisiefilm     |
| 2017       | 13 Reasons Why              | Kat                           | 2 afl.            |
| 2017       | Chance                      | Pepper                        | 3 afl.            |
| 2017; 2022 | The Orville                 | Lysella                       | 2 afl.            |
| 2018       | Animal Kingdom              | Sarah                         | 1 afl.            |
| 2018       | Dirty John                  | tiener Denise Meehan-Shepherd | 1 afl.            |
| 2019       | The Punisher                | Amy Bendix                    | Hoofdrol, 11 afl. |
| 2019       | Scream                      | Beth                          | Hoofdrol, 6 afl.  |
| 2020-2021  | Legacies                    | Jade                          | 4 afl.            |
| 2020       | Into the Dark               | Shauna Shore                  | 1 afl.            |
| 2023       | Waco: The Aftermath         | Becca Whitsett                | 2 afl.            |
| 2024       | Ted                         | Blaire Bennett                | Hoofdrol, 8 afl.  |